# Petar Bakula ml.
Petar Bakula ml. (Posušje, 29. listopada 1906. – Zagreb, 17. travnja 1997.), hrvatski pjesnik i pripovjedač.
Osnovnu školu završio u rodnom mjestu, koje 1917. napušta i odlazi u Slavoniju. U Sandžaku, Srijemu i Slavonskom Brodu radio kao radnik, učio razne obrte i završio soboslikarski. Kao pripadnik radničkog pokreta, proganjan i više puta zatvaran. Radio je i kao odvjetnički solicitator i trgovački putnik u Zagrebu, od 1936. do 1946. službovao je u Središnjem uredu za osiguranje radnika, a potom je obavljao poslove korektora, lektora i tehničkog urednika. 
Djela: 
- "Ogledalo vremena" (pjesme, s V. Jurčićem, V. Mađarevićem i N. Šimićem, 1936.),
- "Herzegowinisches Dorf" (priče, 1937.),
- "Besplatno putovanje" (pjesme, 1976.),
- "Pjesme i pripovijetke" (1997.).